# 曾益新
曾益新（1962年10月—），男，湖南涟源人，中国肿瘤学家，中国科学院院士，现任国家卫生健康委员会副主任、党组副书记，中央保健委员会副主任（正部长级）。

## 生平
1985年毕业于湖南衡阳医学院，1990年获中山医科大学医学博士学位。曾任中山大学肿瘤防治中心主任、华南肿瘤学国家重点实验室主任，兼任中国抗癌协会副理事长、国际EB病毒与相关疾病协会副理事长。《癌症》杂志主编。2005年当选为中国科学院院士。
2011年8月，任北京协和医学院院长、中国医学科学院副院长。2015年11月，任北京医院院长。
2017年3月，任国家卫生和计划生育委员会副主任，中央保健委员会副主任。2018年3月，转任新组建的任国家卫生健康委员会副主任、党组成员。2022年5月，明确为正部长级。